# Hans Krämer

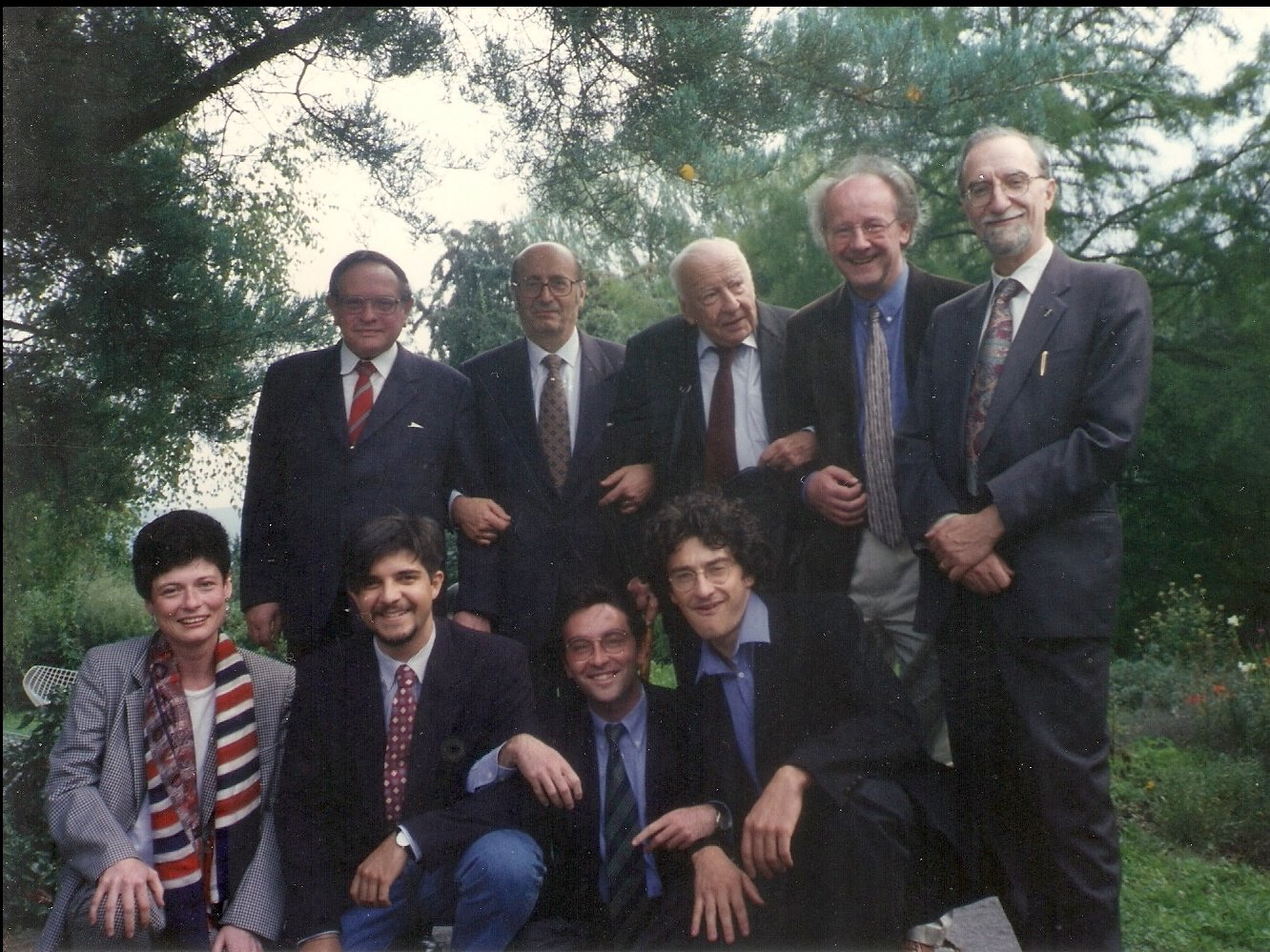
La Scuola di Tubinga-Milano e Hans-Georg Gadamer (Tubinga, 6 settembre 1996). In piedi: Hans J. Krämer, Giovanni Reale, Hans-Georg Gadamer, Thomas A. Szlezak, Maurizio Migliori; seduti: Maria Bettetini, Federico Ferri, Giuseppe Girgenti, Federico Leonardi

Hans Joachim Krämer (Stoccarda, 26 aprile 1929 – Tubinga, 24 aprile 2015) è stato un filosofo e filologo classico tedesco. Insegnò fino all'età del pensionamento, nel 1994, all'Università di Tubinga. Nel 1959 creò, insieme a Konrad Gaiser, una nuova interpretazione di Platone, che da allora è stata oggetto di studio e di polemiche in tutto il mondo: il "paradigma di Tubinga" della "scuola platonica di Tubinga".

## Biografia
Era figlio del professore di musica Wilhelm Krämer. Nel 1949 frequentò la scuola superiore a Ludwigsburg. Poi studiò filosofia, filologia classica e tedesca a Tubinga, Monaco di Baviera, Vienna, Roma e Parigi. Nel 1957 conseguì il dottorato a Tubinga con Wolfgang Schadewaldt, discutendo una tesi su Arete in Platone e Aristotele. Nel 1963 conseguì l'abilitazione all'insegnamento con lo scritto Der Ursprung der Geistmetaphysik. Untersuchungen zur Geschichte des Platonismus zwischen Platon und Plotin. Dal 1969 insegnò a Tubinga come professore associato. Nel 1978 passò poi presso la Facoltà di Lettere. Dal 1980 al 1994 fu professore ordinario di filosofia presso l'Università di Tubinga, poi nel 1995 visiting professor a Vienna. Scrisse numerose opere sulla filosofia antica, l'etica, l'ermeneutica e sulla teoria delle scienze storiche e sull'estetica. Rimase celibe e senza figli. Dopo la morte, fu sepolto in una tomba nel Nuovo Cimitero di Ludwigsburg.

## Ricerche
Esponente della nuova scuola di Tubinga, ha sostenuto l'innovativo paradigma platonico (condiviso da Konrad Gaiser e Thomas Alexander Szlezák) secondo cui una parte rilevante della dottrina di Platone in realtà non è mai stata messa per iscritto dall'antico filosofo. Krämer si è impegnato pertanto nel tentativo di ricavare, da alcuni accenni sparsi nei dialoghi di Platone e da alcune considerazioni polemiche presenti nella Metafisica di Aristotele (Libri I, XIII e XIV), le linee di fondo delle cosiddette "dottrine non scritte". La sua tesi è stata fatta propria in Italia da Giovanni Reale, esponente della scuola di Milano, corrispettiva di quella tedesca di Tubinga.

## Opere
- Arete bei Platon und Aristoteles. Zum Wesen und zur Geschichte der platonischen Ontologie (=Abhandlungen der Heidelberger Akademie der Wissenschaften. Philosophisch-historische Klasse, Jg. 1959, Nr. 6). Winter, Heidelberg 1959 (Neuausgabe: Schippers, Amsterdam 1967)
- Der Ursprung der Geistmetaphysik. Untersuchungen zur Geschichte des Platonismus zwischen Platon und Plotin. 2., unveränderte Auflage. Grüner, Amsterdam 1967 (1. Auflage 1964)
- Platonismus und hellenistische Philosophie. De Gruyter, Berlin/New York 1971, ISBN 3-11-0036-43-6
- Die Ältere Akademie. In: Hellmut Flashar (Hrsg.): Grundriss der Geschichte der Philosophie. Die Philosophie der Antike, Band 3: Ältere Akademie – Aristoteles – Peripatos, 2., durchgesehene und erweiterte Auflage, Schwabe, Basel 2004 (1. Auflage 1983), ISBN 3-7965-1998-9, S. 1–165
- Plädoyer für eine Rehabilitierung der Individualethik. Grüner, Amsterdam 1983, ISBN 90-6032-248-7
- La nuova immagine di Platone. Bibliopolis, Napoli 1986, ISBN 88-7088-157-1
- Plato and the Foundations of Metaphysics. A Work on the Theory of the Principles and Unwritten Doctrines of Plato with a Collection of the Fundamental Documents. State University of New York Press, Albany 1990, ISBN 978-0-79-140433-1 (Übersetzung von Platone e i fondamenti della metafisica. Saggio sulla teoria dei principi e sulle dottrine non scritte di Platone. Vita e Pensiero, Milano 1982; bislang keine deutschsprachige Ausgabe)
- Integrative Ethik. Suhrkamp, Frankfurt am Main 1992, ISBN 3-518-58112-0
- Überlegungen zu einer Anthropologie der Kunst. Musarion, Tübingen 1994
- Kritik der Hermeneutik. Interpretationsphilosophie und Realismus. Beck, München 2007, ISBN 978-3-406-56486-4
- Gesammelte Aufsätze zu Platon, hrsg. von Dagmar Mirbach. De Gruyter, Berlin/Boston 2014, ISBN 978-3-11-026718-1